# مالیات زیست محیطی
مالیات زیست محیطی (به انگلیسی: ecotax) وضع مالیات بر فعالیت‌هایی است که که برای محیط زیست مضر به نظر می‌رسد و قصد دارند از طریق مشوق‌های اقتصادی فعالیت‌های سازگار با محیط زیست را ترویج دهند. چنین سیاستی می‌تواند مکمل استفاده از رویکردهای نظارتی (فرماندهی و کنترل) باشد. معمولاً، یک پیشنهاد سیاست مالیات زیست‌ محیطی ممکن است تلاش کند که درآمد مالیاتی کلی را با کاهش مالیات‌های دیگر حفظ کند (به عنوان مثال مالیات بر کار انسانی و منابع تجدیدپذیر)؛ چنین پیشنهادهایی به عنوان یک تغییر مالیات سبز به سمت مالیات زیست‌محیطی شناخته می‌شوند.
مالیات زیست محیطی عدم موفقیت بازارهای آزاد که اثرات زیست‌محیطی را در نظر نمی‌گیرد را برطرف می‌کند.
مالیات زیست محیطی نمونه ای از مالیات پیگویی است،که تلاش می‌کند تا طرف‌های خصوصی درگیر شوند که بار اجتماعی اقدامات خود را احساس کنند. یک مثال ممکن است پیشنهاد سهام جهانی منابع توماس پوگ ( توماس پاگ)، فیلسوف آلمانی ، باشد.

## مالیات‌های تحت تأثیر قرار گرفته
نمونه‌هایی از مالیات‌هایی که می‌توانند با تغییر مالیات سبز کاهش یا حذف شوند عبارتند از:
- حقوق و دستمزد، درآمد و تا حدی مالیات فروش.
- مالیات شرکت (مالیات بر سرمایه‌گذاری و کارآفرینی).
- مالیات بر املاک در ساختمان‌ها و زیرساخت‌های دیگر.

نمونه‌هایی از مالیات‌های زیست محیطی که می‌توانند پیاده‌سازی یا افزایش یابند عبارتند از:
- مالیات کربن بر استفاده از سوخت‌های فسیلی که توسط گازهای گلخانه ای تولید شده‌است. مالیات قدیمی هیدروکربن تولید گازهای گلخانه‌ای را مجازات نمی‌کند.
- وظایف مربوط به کالاهای وارداتی حاوی ورودی قابل توجهی از انرژی غیر اکولوژیکی (به میزان لازم برای درمان تولیدکنندگان نسبتاً محلی)
- مالیات بر میزان استخراج محصولات معدنی، انرژی و جنگلداری.
- هزینه مجوز برای اردو زدن، پیاده‌روی، ماهیگیری و شکار و تجهیزات مرتبط با آن.
- مالیات‌های خاص در مورد فناوری‌ها و محصولات مرتبط با اثرات جانبی منفی اساسی
- مالیات دفع زباله و هزینه‌های قابل استرداد
- کنترل مالیات بر پساب، آلودگی و سایر پسماندهای خطرناک.
- مالیات بر ارزش سایت برای ارزش اصلاح نشده زمین.

## چارچوب‌های اقتصادی و راهبردهای استفاده از تغییر مالیات
هدف از تغییر مالیات سبز اغلب اجرای " حسابداری هزینه کامل " یا " حسابداری هزینه واقعی " است، با استفاده از سیاست مالی برای درونی سازی اثرات جانبی خارجی در بازار که منجر به ایجاد ثروت پایدار می‌شود. اقدامات گسترده‌تر مورد نیاز برای این کار، گاهی اوقات اصلاح مالیاتی زیست محیطی، به ویژه در کانادا نیز خوانده می‌شود، که دولت به‌طور کلی از این اصطلاحات استفاده کرده‌است. در برخی از کشورها این نام اقتصادی اقتصاد بازار اجتماعی است.
تغییر مالیات معمولاً شامل توازن در سطح مالیات برای خنثی کردن درآمد برای دولت و حفظ پیشرفت کلی است. همچنین شامل اقداماتی برای حفاظت از آسیب‌پذیرترین قشرهای جامعه نیز می‌شود، مانند افزایش حداقل درآمد برای اصلاح مالیات بر درآمد، یا افزایش حقوق بازنشستگی و کمک‌های اجتماعی به جبران هزینه‌های فزاینده مصرف سوخت.
تئوری اساسی اقتصادی وجود اثرات جانبی و اثرات منفی احتمالی آن‌ها را تشخیص می‌دهد. تا حدی که مالیات‌های سبز برای اثرات جانبی مانند آلودگی درست باشد، آن‌ها با نظریه اقتصادی اصلی همخوانی دارند. اما در عمل تعیین سطح صحیح مالیات یا سیستم جمع‌آوری مالیات لازم برای انجام این کار دشوار است و ممکن است منجر به تحریف بیشتر یا عواقب ناخواسته شود.
مالیات بر مصرف ممکن است رویکرد " نقص " باشد که مورد حمایت Amory Lovins است، که در آن هزینه‌های اضافی برای محصولات با دوام کمتر — مانند وسایل نقلیه ورزشی — به منظور تأمین بودجه برای راه‌حل‌های پایدار، مانند وسایل نقلیه الکتریکی هیبریدی جمع شده‌است.
با این حال، آن‌ها ممکن است به سادگی به عنوان انگیزه‌هایی برای تغییر عادات و ایجاد سرمایه‌گذاری‌های سرمایه در وسایل نقلیه کارآمدتر یا برای ارتقا ساختمان‌ها عمل کنند. به عنوان مثال، تغییرات جزئی در نرخ مالیات شرکتها می‌تواند بازده سرمایه‌گذاری پروژه‌های سرمایه را تغییر دهد، به خصوص اگر هزینه‌های پیش‌گیری از مصرف سوخت فسیلی در آینده در نظر گرفته شود.
همین منطق در مورد خریدهای عمده مصرف‌کننده نیز صدق می‌کند. به عنوان مثال، " وام مسکن سبز " مانند وام مسکن کارآمد، تشخیص می‌دهد افرادی که خودرو را هدایت نمی‌کنند و به‌طور کلی صرفه‌جویی در مصرف انرژی می‌کنند در ماه کم‌تر از بقیه پول پرداخت کنند و بر این اساس باید قبض وام مسکن را پرداخت کنند. این کار به آن‌ها پول بیشتری می‌دهد تا یک خانه را ارتقا دهند و حتی انرژی کمتری مصرف کنند.نتیجه این است که یک بانک بیش از هر ماه از درآمد مصرف‌کننده به عنوان خدمات رفاهی و شرکت‌های بیمه خودرو استفاده می‌کند و سهام مسکن برای استفاده از حداقل انرژی امکان‌پذیر با فناوری کنونی به روز می‌شود.

## پیشرو یا کاهنده؟
برخی از طرح‌های پیشنهادی به عنوان یک سوءاستفاده از نظر مالی مورد انتقاد قرار گرفته‌اند. (مالیات با نرخ مالیات متوسط که با افزایش درآمد مالیات دهنده کاهش می‌یابد). اثرات جانبی منفی مالیات معمولاً مستلزم اعمال بار مصرف است از آنجا که فقرا بیشتر مصرف می‌کنند و کمتر پس‌انداز یا سرمایه گذاری می‌کنند، هرگونه تغییر به سمت مالیات‌های مصرفی می‌تواند روند نزولی داشته باشد. در سال ۲۰۰۴، پژوهش‌های مؤسسه مطالعات سیاست و بنیاد جوزف رونتری نشان داد که کاهش مالیات بر روی زباله‌های خانگی، انرژی، آب و حمل و نقل می‌تواند تأثیر نسبتاً بیشتری بر خانواده‌های فقیر داشته باشد.
با این حال، رویکردهای نظارتی معمولی می‌تواند بر قیمت‌ها به شکل مشابه تأثیر بگذارد. در حالی که فاقد پتانسیل بازیافت درآمد مالیات زیست‌محیطی هستند. علاوه بر این، ارزیابی صحیح تأثیر هر گونه تغییر مالیاتی مستلزم تجزیه و تحلیل ویژگی‌های طراحی ابزار خاص است. به عنوان مثال، درآمد مالیاتی می‌تواند به عنوان بخشی از یک برنامه درآمد اساسی بر اساس سرانه توزیع شود. در این مورد، افراد فقیر آنچه را که شهروندان متوسط به عنوان مالیات زیست محیطی پرداخت می‌کنند، منهای مشارکت کوچک خود، بدست می‌آورند. (بدون ماشین، آپارتمان کوچک و…) این طرح بسیار پیشرو خواهد بود. از طرف دیگر، مالیات زیست محیطی می‌تواند از طرح «نجات حیات» برخوردار باشد که در آن میزان مصرف متوسط در قیمت نسبتاً کم (حتی صفر، در مورد آب) قیمت دارد و میزان مصرف بالاتر نیز با نرخ بالاتری قیمت گذاری می‌شود. علاوه بر این، بسته سیاست‌های مالیات‌های زیست محیطی می‌تواند شامل بازیافت درآمد برای کاهش یا از بین بردن هرگونه رگرسیون باشد. افزایش در مالیات زیست محیطی می‌تواند با کاهش دستمزد (regressive)یا مالیات مصرف جبران شود. برخی از طرفداران ادعا می‌کنند که مزیت دوم برای افزایش اشتغال یا کاهش هزینه‌های مراقبت‌های بهداشتی است زیرا بازار و جامعه با سیاست مالی جدید تطبیق می‌کنند (معمولاً اثبات یا رد کردن این ادعاها، مانند «کاهش مالیات ایجاد شغل می‌کند» حتی پس از این واقعیت دشوار است).
علاوه بر این، آلودگی و سایر اشکال آسیب‌های زیست محیطی اغلب توسط فقرا احساس می‌شود که نمی‌توانند راه خود را برای پذیرش آلودگی هوا، آلودگی آب و غیره خریداری کنند. این گونه ضررها، گرچه اثرات جانبی، هستند اما اثرات رفاهی اقتصادی واقعی دارند؛ بنابراین با کاهش آسیب‌های زیست محیطی، چنین ابزارهایی دارای اثر پیشرونده هستند.

## سیاست‌های مالیات زیست محیطی به تصویب رسید
مالیات زیست محیطی با سه قانون در سالهای ۱۹۹۸، ۱۹۹۹ و ۲۰۰۲ در آلمان تصویب شده‌است. برای اولین بار مالیات بر برق و نفت با نرخ‌های متغیر بر اساس ملاحظات زیست محیطی وضع شد. از منابع تجدید پذیر برق مالیات نمی‌گرفتند. دوم مالیات‌ها را به نفع نیروگاه‌های معمولی کارآمد تنظیم کرد. سوم مالیات بر نفت را افزایش داد. در همان زمان، مالیات بر درآمد به تناسب کاهش یافت به طوری که بار کل مالیات ثابت باقی ماند.
دولت منطقه ای جزایر بالئارس ( جزایر بالئاری) که در آن زمان توسط یک ائتلاف اکوسوسیالیستی اداره می‌شد مالیات زیست محیطی در سال ۱۹۹۹ تأسیس شد. جزیره بالئاریک از فشار انسانی زیادی ناشی از گردشگری رنج می‌برد، که در همان زمان منبع اصلی درآمد را فراهم می‌کرد. مالیات ($ ۱٫۰۰ در هر روز) توسط بازدید کنندگان در استراحتگاه‌های توریستی پرداخت خواهد شد. این موضوع توسط مخالفان محافظه‌کار به عنوان مخالف منافع تجاری مورد انتقاد قرار گرفت و آن‌ها مالیات را در سال ۲۰۰۳ پس از مصادره دولت لغو کردند.
انواع مختلف مالیات‌های زیست محیطی (که اغلب به آن «مالیات برابری» گفته می‌شود) توسط ایالات‌های مختلف ایالات متحده تصویب شده‌است. دادگاه عالی ایالات متحده در Commonwealth Edison Co. v. Montana, 453 U.S. 609 (1981) شرکت کرد، که در صورت عدم وجود قانون فدرال در مقابل، ایالتها ممکن است مالیات‌های زیست‌محیطی را به همان اندازه که می‌خواهند بدون نقض بند تجارت یا بند برتر قانون اساسی ایالات متحده تعیین کنند.

### مالیات ثبت نام
هلند، پرتغال، کانادا، اسپانیا و فنلاند برای تشویق خریداران خودرو نسبت به پاک‌ترین مدل‌های اتومبیل، تمایزاتی را در مالیات‌های ثبت نام خودرو در نظر گرفته‌اند.
در هلند، مالیات‌های ثبت نام جدید، که هنگام فروش یک اتومبیل به اولین خریدار خود، پرداخت می‌شود، می‌توانند از تخفیف تا ۶۰۰۰ یورو برای مالک هیبریدی کسب کنند. اسپانیا مالیات اتومبیل‌هایی را کاهش می‌دهد که CO۲ کمتری تولید می‌کنند (که برخی از آنها لغو خواهد شد)، در حالی که بیشتر مصرف‌کننده‌ها، مثل SPV و 4WD دیدند که مالیات‌های آن‌ها افزایش‌یافته‌است.
اتریش چندین سال است که یک مالیات ثبت بر پایه مصرف سوخت دارد.

## پیاده‌سازی جهانی

### انگلستان
در سال ۱۹۹۳، دولت محافظه کار، پله برقی قیمت سوخت را ارائه داد، که شامل افزایش ناچیز اما پایدار مالیات سوخت است، همان‌طور که در سال ۱۹۹۲ توسط ویزاسکر و جسینگ هاوس پیشنهاد شد.FPE در سال ۲۰۰۰ و پس از اعتراضات سراسری متوقف گردید؛ در حالی که سوخت در سال ۱۹۹۳ نسبتاً ارزان بود، سپس قیمت سوخت در صدر لیست قرار گرفت. بر اساس محاسبه دوستان زمین در سال 1997 – ۲۰۰۷، علی‌رغم قولی که گوردون براون داده بود، مالیات‌های سبز به عنوان درصدی از کل مالیات در واقع از ۹٫۴٪ به ۷٫۷ درصد کاهش‌یافته بود.
در پیشنهادی برای سال ۲۰۰۶، وزیر وقت محیط زیست انگلیس، دیوید میلیبند دولت در بحث‌هایی در مورد استفاده از مالیات‌های مختلف سبز برای کاهش آلودگی آب و هوا بحث و گفتگو کرده‌است. در مورد مالیات‌های پیشنهادی، که به معنای بی‌طرف بودن درآمد بود، Miliband اظهار داشت: "آنها اساساً برای افزایش درآمد آنجا نیستند."
میلیبند(Miliband)در مورد نیاز آنها اظهارنظرهای دیگری ارائه کرد و گفت: "تغییر رفتار مردم فقط باً نیروهای بازار و سیگنال‌های قیمت "حاصل می‌شود، و " با درک ما از تغییرات آب و هوایی افزایش می‌یابد، مشخص است که باید اقدامات بیشتری انجام شود. "

### اوکراین
دولت اوکراین از سال ۱۹۹۹ یک مالیات زیست‌محیطی را جمع‌آوری کرده‌است که به‌طور رسمی به نام هزینه آلودگی محیط زیست شناخته می‌شود (به اوکراینی: Збір за забруднення навколишнього природного середовища)، که از همه نهادهای آلوده‌کننده جمع‌آوری می‌شود، خواه آلودگی در زمان باشد یا در حال پیشرفت باشد و بدون در نظر گرفتن اینکه آیا اقدام آلاینده در آن زمان قانونی یا غیرقانونی بوده‌است.

### هند
وزارت محیط زیست و جنگل‌ها، دولت هند، از دانشکده اقتصاد مدرس، چنای، درخواست کرد تا در سال ۲۰۰۱ یک مطالعه از مالیات بر روی ورودی‌ها و خروجی‌های آلاینده به عهده بگیرد. Raja Chelliah , Paul Appasamy, U.Sankar and Rita Pandey (بنیاد علمی، ۲۰۰۷، دهلی نو) توصیه مالیات‌های زیست محیطی بر زغال‌سنگ، اتومبیل، کلر، مواد شوینده فسفات، سموم دفع آفات شیمیایی، کودهای شیمیایی، باتری‌های اسید سرب و پلاستیک را توصیه کردند. به مالیات زیست محیطی در مورد آلاینده‌های ورودی و خروجی‌ها، بنیاد دانشگاهی، دهلی نو، ۲۰۰۷ مراجعه کنید. وزیر دارایی در سال ۲۰۱۰ یک زغال‌سنگ به میزان ۵۰ روپیه در هر تن را معرفی کرد.

### فرانسه
دولت فرانسه با هدف تأمین هزینه برای گزینه‌های سازگار با محیط زیست، مانند زیرساخت‌های حمل و نقل سازگار با محیط زیست، از جمله راه‌آهن، اهداف خود را برای ایجاد هزینه جدید در بلیط هواپیما به اشتراک گذاشت. مالیات پیشنهادی بین ۱٫۵۰ یورو (۱٫۷ دلار) و ۱۸ یورو (۲۰ دلار) متغیر است و در مورد بیشتر پروازهای عزیمت در فرانسه اعمال می‌شود. دولت فرانسه انتظار دارد که مالیات جدید بیش از ۱۸۰ میلیون یورو (۲۰۰ میلیون دلار) از سال ۲۰۲۰ افزایش یابد.